# 富山県道31号小杉婦中線
富山県道31号小杉婦中線（とやまけんどう31ごう こすぎふちゅうせん）は、富山県射水市から富山市を結ぶ県道（主要地方道）である。

## 概要

### 路線データ
- 起点：富山県射水市戸破（戸破交差点、富山県道44号富山高岡線交点）
- 終点：富山県富山市婦中町長沢（長沢（西）交差点、国道359号・国道472号交点）

## 歴史
- 1993年（平成5年）5月11日 - 建設省から、県道小杉婦中線が小杉婦中線として主要地方道に指定される[1]。

かつては『小杉八尾線』の名称で、小杉町（現・射水市）と八尾町（現・富山市）を結ぶルートであった。婦中町以南のルートが国道472号に指定変更されたため、現名称となった。

## 路線状況

### 重複区間
- 富山県道9号富山戸出小矢部線（射水市黒河 地内）

## 地理

### 通過する自治体
- 射水市
- 富山市

### 交差する道路
- 富山県道44号富山高岡線（射水市戸破・戸破交差点、起点）
- 富山県道9号富山戸出小矢部線（射水市黒河）
- 富山県道9号富山戸出小矢部線（射水市黒河）
- 富山県道367号串田新黒河線（射水市黒河）
- 富山県道9号富山戸出小矢部線（射水市黒河新・黒河南交差点）
- 富山県道237号宮ヶ谷北押川線（富山市西押川）
- 富山県道68号富山外郭環状線（富山市平岡）
- 国道359号・国道472号（富山市婦中町長沢・長沢（西）交差点、終点）